# 宮河恭夫
宮河 恭夫（みやかわ やすお、1956年〈昭和31年〉6月8日 - ）は、日本のアニメーションプロデューサー、実業家。株式会社バンダイナムコホールディングス取締役 エンターテインメントユニット デジタル事業担当、一般社団法人ガンダム GLOBAL CHALLENGE代表理事。東京都出身。学位は経済学士（東京経済大学・1981年）。

## 経歴
東京経済大学経済学部を卒業後、1981年にバンダイに入社。プラモデルの営業や女児向け玩具の開発に携わった後、ピピンアットマークの開発プロジェクトに参加。1996年にバンダイ・デジタル・エンタテインメント取締役に就任。
2000年にサンライズ（現・バンダイナムコフィルムワークス）に入社し、ネットワーク開発部部長に就任。企画プロデューサーとして、『機動戦士ガンダムSEED』『まじめにふまじめ かいけつゾロリ』『機動戦士ガンダム00』などに携わる。2014年に内田健二の後任として、代表取締役社長に就任。
2015年、バンダイナムコピクチャーズを設立し代表取締役社長に就任。
2019年、バンダイナムコエンターテインメントに異動し代表取締役社長に就任。2023年、同社代表取締役社長を退任。後任の代表取締役社長にはBANDAI SPIRITSの代表取締役社長を務めた宇田川南欧が就任した。

## 人物
バンダイとナムコの経営統合によりバンダイナムコグループが誕生すると、旧ナムコの流れを汲む会社との協力関係を模索している。一例として、サンライズの新作アニメのキャラクターデザインやメカニックデザインを、旧ナムコを母体とするバンダイナムコゲームスの社内で公募している。この試みは鵜之澤伸がバンダイナムコゲームスの社長に就任したことをきっかけに、宮河が鵜之澤に依頼することで実現した。旧ナムコには元々アニメ業界を志望していたが諸事情により断念した人材が多数埋もれていたため、旧バンダイグループ出身の鵜之澤らを唸らせるようなハイレベルの作品が次々と寄せられたという。

## 履歴

### 学歴・職歴
- 1981年（昭和56年）3月 - 東京経済大学経済学部卒業[1]。
- 1981年（昭和56年）4月 - 株式会社バンダイ入社[7]。
- 1996年（平成8年）1月 - 株式会社バンダイ・デジタル・エンタテインメント取締役[7]。
- 2000年（平成12年）4月 - 株式会社サンライズ（現・株式会社バンダイナムコフィルムワークス）入社 ネットワーク開発部部長[7]。
- 2002年（平成14年）3月 - 株式会社バンダイチャンネル設立 非常勤取締役[8]。
- 2004年（平成16年）4月 - 株式会社サンライズ（現・株式会社バンダイナムコフィルムワークス）取締役[7]。
- 2007年（平成19年）5月 - 株式会社バンダイビジュアル（現・株式会社バンダイナムコミュージックライブ）社外取締役[9]。
- 2008年（平成20年）4月 - 株式会社サンライズ（現・株式会社バンダイナムコフィルムワークス）常務取締役[7]。
- 2011年（平成23年）4月 - 株式会社サンライズ（現・株式会社バンダイナムコフィルムワークス）専務取締役[7]。
- 2013年（平成25年）4月 - 株式会社サンライズ（現・株式会社バンダイナムコフィルムワークス）取締役副社長[7]。
- 2014年（平成26年）4月 - 株式会社サンライズ（現・株式会社バンダイナムコフィルムワークス）代表取締役社長[7]。
- 2014年（平成26年）4月 - 一般社団法人ガンダム GLOBAL CHALLENGE設立 代表理事（現任）[10]。
- 2015年（平成27年）1月 - 内閣府 クールジャパン戦略推進会議構成員[11]。
- 2015年（平成27年）4月 - 株式会社バンダイナムコピクチャーズ設立 代表取締役社長[7]。
- 2015年（平成27年）4月 - 株式会社バンダイナムコライツマーケティング非常勤取締役[10]。
- 2015年（平成27年）10月 - 知的財産戦略本部 検証・評価・企画委員会構成員[12]。
- 2018年（平成30年）4月 - 株式会社バンダイナムコホールディングス執行役員 IPクリエイションユニット担当[7][13]。
- 2018年（平成30年）4月 - 株式会社BANDAI SPIRITS非常勤取締役[10]。
- 2018年（平成30年）6月 - 株式会社バンダイナムコホールディングス取締役 IPクリエイションユニット担当[7][13]。
- 2019年（平成31年）3月 - 株式会社Evolving G設立 代表取締役社長[14]。
- 2019年（平成31年）4月 - 株式会社バンダイナムコホールディングス取締役 ネットワークエンターテインメントユニット担当[10]。
- 2019年（平成31年）4月 - 株式会社バンダイナムコエンターテインメント代表取締役社長[10]。
- 2019年（令和元年）12月 - 一般社団法人超教育協会評議員（現任）[15]。
- 2020年（令和2年）4月 - 株式会社バンダイ非常勤取締役[16]。
- 2021年（令和3年）4月 - 株式会社バンダイナムコホールディングス取締役 エンターテインメントユニット デジタル事業担当[17]。
- 2023年（令和5年）4月 - 株式会社バンダイナムコホールディングス取締役 シニアアドバイザー[18]。
- 2023年（令和5年）6月 - 株式会社バンダイナムコホールディングス シニアアドバイザー[18]。

## 現職
- 一般社団法人ガンダム GLOBAL CHALLENGE代表理事
- 一般社団法人日本デジタル芸術スポーツ文化創造機構顧問[19]
- 一般社団法人超教育協会評議員[20]

## 作品一覧

### テレビアニメ
2000年
- DINOZAURS:THE SERIES（企画プロデューサー）
- GEAR戦士電童（企画プロデューサー）

2001年
- Z.O.E Dolores, i（企画プロデューサー）
- 激闘!クラッシュギアTURBO（企画プロデューサー）

2002年
- 機動戦士ガンダムSEED（ネットワークプロデューサー）

2003年
- 出撃!マシンロボレスキュー（企画プロデューサー）
- クラッシュギアNitro（企画営業プロデューサー）

2004年
- SDガンダムフォース（企画プロデューサー）
- 陰陽大戦記（企画営業プロデューサー）
- 機動戦士ガンダムSEED DESTINY（エグゼクティブプロデューサー）

2005年
- まじめにふまじめ かいけつゾロリ（チーフプロデューサー）

2006年
- ゼーガペイン（企画営業プロデューサー）

2007年
- 古代王者 恐竜キング Dキッズ・アドベンチャー（企画）
- 機動戦士ガンダム00（エグゼクティブプロデューサー）

2008年
- 古代王者 恐竜キング Dキッズ・アドベンチャー 翼竜伝説（企画）
- テイルズ オブ ジ アビス（企画）

2010年
- SDガンダム三国伝 Brave Battle Warriors（エグゼクティブプロデューサー）

2011年
- 機動戦士ガンダムAGE（エグゼクティブプロデューサー）

2012年
- 夏色キセキ（エグゼクティブプロデューサー）

2014年
- トライブクルクル（エグゼクティブプロデューサー）

2016年
- 機動戦士ガンダムUC RE:0096（エグゼクティブプロデューサー）

### 劇場アニメ
1987年
- 王立宇宙軍 オネアミスの翼（製作委員会）

2002年
- 激闘!クラッシュギアTURBO カイザバーンの挑戦（企画協力）

2006年
- まじめにふまじめ かいけつゾロリ なぞのお宝大さくせん（企画）

2007年
- 超劇場版ケロロ軍曹2 深海のプリンセスであります!（企画）

2008年
- 超劇場版ケロロ軍曹3 ケロロ対ケロロ天空大決戦であります!（企画）

2009年
- リング・オブ・ガンダム（企画）

2010年
- 超劇場版ケロロ軍曹 誕生!究極ケロロ 奇跡の時空島であります!!（企画）
- 劇場版 銀魂 新訳紅桜篇（製作）
- 劇場版 機動戦士ガンダム00 -A wakening of the Trailblazer-（エグゼクティブプロデューサー）

2012年
- 劇場版 TIGER & BUNNY -The Beginning-（製作）
- ねらわれた学園（製作）

2013年
- 劇場版 銀魂 完結篇 万事屋よ永遠なれ（製作）

2014年
- 劇場版 TIGER & BUNNY -The Rising-（製作）
- 劇場版 アイカツ!（製作）

2015年
- ラブライブ!The School Idol Movie（製作）
- アイカツ!ミュージックアワード みんなで賞をもらっちゃいまSHOW!（製作）
- 映画かいけつゾロリ うちゅうの勇者たち（製作、企画）

2016年
- アクセル・ワールド INFINITE∞BURST（企画）
- 劇場版アイカツスターズ!（製作）
- アイカツ! 〜ねらわれた魔法のアイカツ!カード〜（製作）

2017年
- 映画かいけつゾロリ ZZのひみつ（企画）

2019年
- 劇場版シティーハンター 〈新宿プライベート・アイズ〉（企画）

2021年
- 劇場版 ソードアート・オンライン -プログレッシブ- 星なき夜のアリア（企画）

2022年
- ドラゴンボール超 スーパーヒーロー（製作）
- 劇場版 ソードアート・オンライン -プログレッシブ- 冥き夕闇のスケルツォ（企画）

### OVA
2001年
- Z.O.E 2167 IDOLO（企画プロデューサー）

2004年
- 機動戦士ガンダムSEED スペシャルエディション（エグゼクティブプロデューサー）

2009年
- 機動戦士ガンダム00 スペシャルエディション（エグゼクティブプロデューサー）

2010年
- 機動戦士ガンダムUC（エグゼクティブプロデューサー）

2012年
- コードギアス 亡国のアキト（企画）

2013年
- 機動戦士ガンダムAGE MEMORY OF EDEN（エグゼクティブプロデューサー）

### Webアニメ
2019年
- ニンジャボックス（企画）
- THE IDOLM@STER CINDERELLA GIRLS 8周年特別企画 Spin-off!（企画）

### 実写映画
2017年
- 銀魂（製作）

2018年
- 銀魂2 掟は破るためにこそある（製作）

### コンピュータゲーム
1993年
- ドラゴンボールZ外伝 サイヤ人絶滅計画（スペシャル・サンクス）
- ドラゴンボールZ 超武闘伝2（チーフプロデューサー）

1994年
- ドラゴンボールZ 超武闘伝3（エグゼクティブプロデューサー）
- ドラゴンボールZ 悟空飛翔伝（エグゼクティブプロデューサー）

1995年
- ドラゴンボールZ 超悟空伝 -突激編-（スペシャル・サンクス）

1997年
- SDガンダムウォーズ（エグゼクティブプロデューサー）

## 出演

### テレビ
- 新・週刊フジテレビ批評（2011年11月5日、フジテレビ）[21]
- ヒットの秘密（2013年7月7日、テレビ東京）[22]
- ワールドビジネスサテライト（2014年7月9日[23]・8月15日[24]、テレビ東京）
- 夢遺産〜リーダーの夢の先〜（2020年8月3日、テレビ東京）[25]